# Kostrčani
Kostrčani je naselje u Republici Hrvatskoj, u sastavu Općine Kršan, Istarska županija.  Naziv za skupinu naselja (Kostrčani i Zankovci) i zaselaka (Brig, Dolišćina, Draga, Dražine, Miheli, Perasi, Škabići i Trkovci); u razdoblju 1921–48. bilo je iskazano kao samostalno naselje. 

## Stanovništvo
Prema popisu stanovništva iz 2001. godine, naselje je imalo 42 stanovnika te 21 obiteljskih kućanstava.
| broj stanovnika | 644   | 601   | 433   | 407   | 435   | 445   | 655   | 599   | 320   | 261   | 230   | 142   | 71    | 54    | 42    | 30    | 21    |
|                 | 1857. | 1869. | 1880. | 1890. | 1900. | 1910. | 1921. | 1931. | 1948. | 1953. | 1961. | 1971. | 1981. | 1991. | 2001. | 2011. | 2021. |